# Novogodišnja odluka
Novogodišnja odluka je tradicija, česta u zapadnom,, ali prisutna i u istočnom svijetu, u kojoj osoba odlučuje nastaviti s dobrim praksama, promijeniti neželjenu osobinu ili ponašanje, postići osobni cilj ili na neki drugi način poboljšati svoje ponašanje na početku kalendarske godine.

## Povijest
Oko 2000. godine prije Krista, Babilonci su slavili Novu godinu tijekom 12-dnevnog festivala zvanog Akitu (koji počinje s proljetnom ravnodnevnicom). Ovo je bio početak poljoprivredne sezone za sadnju usjeva, kraljevu krunidbu i davanje obećanja o povratu posuđene poljoprivredne opremu i plaćanja vlastitig dugova.
Babilonsku novu godinu usvojili su stari Rimljani, kao i tradiciju donošenja odluka. Vrijeme se, međutim, na kraju pomaknulo s julijanskim kalendarom 46. pr. Kr., na 1. siječnja koji je proglašen početkom nove godine i svaku godinu započinjalo se davanjem obećanja bogu Janusu, po kojemu je mjesec siječanj i dobio ime.
U srednjem vijeku, vitezovi su svake godine na kraju božićne sezone davali „paunov zavjet” kako bi potvrdili svoju predanost viteštvu. Tijekom noćnih službi mnogi se kršćani pripremaju za nadolazeću godinu moleći se i donoseći novogodišnje odluke.
Ova tradicija ima brojne religijske paralele. Tijekom židovske Nove godine, Roš hašane, preko Velikih svetih dana i kulminacije u Jom kipuru (Dan pomirenja), treba razmišljati o svojim nedjelima tijekom godine i tražiti i nuditi oprost. Koncept je, bez obzira na vjeroispovijed, razmišljanje o samopoboljšanju jednom godišnje na početku nove godine.
Istraživanje Richarda Wisemana sa Sveučilišta u Bristolu iz 2007. koje je uključilo 3000 ljudi pokazalo je da 88 % onih koji su postavili novogodišnje odluke ne uspije, unatoč činjenici da je 52 % sudionika istraživanja na početku bilo uvjereno u uspjeh. Muškarci su postigli svoj cilj 22 % češće kada su se uključili u postavljanje ciljeva, pri čemu se odluke donose u smislu malih i mjerljivih ciljeva (npr., izgubiti pola kilograma tjedno umjesto „smršaviti”).